# Cousinia pterocaulos
Cousinia pterocaulos là một loài thực vật có hoa trong họ Cúc. Loài này được (C.A.Mey.) Rech.f. mô tả khoa học đầu tiên năm 1972.